# افسوس بر من
افسوس بر من (انگلیسی: Hélas pour moi) فیلمی به کارگردانی ژان-لوک گدار محصول سال ۱۹۹۳ است.